# Ouarville
Ouarville település Franciaországban, Eure-et-Loir megyében. Lakosainak száma 534 fő (2022. január 1.). Ouarville Santeuil, Denonville, Mondonville-Saint-Jean, Louville-la-Chenard, Réclainville, Boisville-la-Saint-Père és Moinville-la-Jeulin községekkel határos.

## Népesség
A település népességének változása:
| Lakosok száma | 425  | 425  | 468  | 571  | 527  | 512  | 524  | 526  | 519  | 534  |
|               | 1968 | 1982 | 1990 | 2006 | 2013 | 2015 | 2017 | 2019 | 2020 | 2022 |